# Base aérea de Williamtown

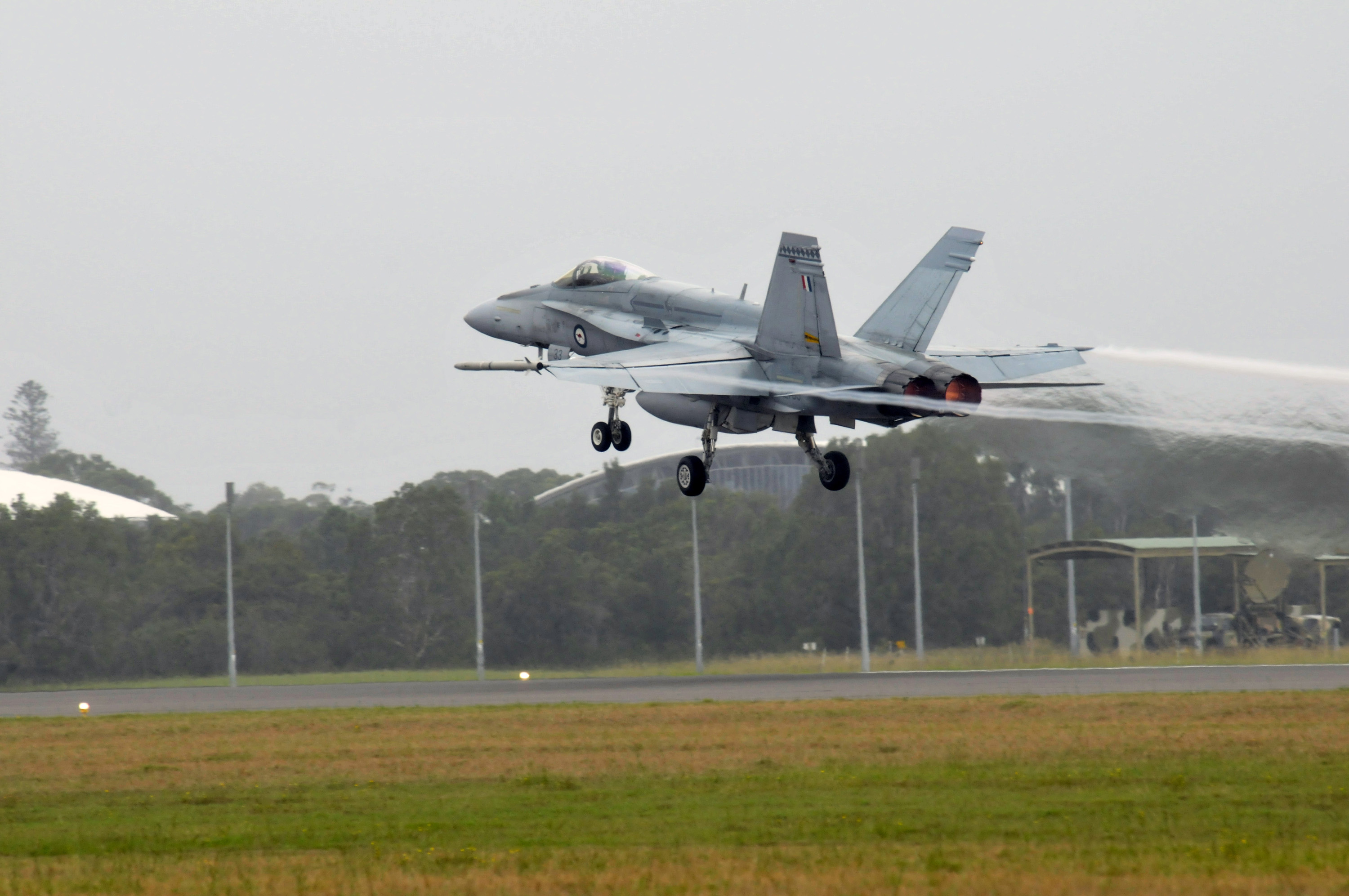
Um caça FA-18 Hornet da força aérea australiana na base aérea de Williamtown.

A Base aérea de Williamtown (IATA: NTL, ICAO: YWLM) é uma base aérea da Real Força Aérea Australiana (RAAF) que serve como quartel-general do Grupo de Combate Aéreo da Austrália. A base foi criada em Fevereiro de 1941, e é actualmente a principal base de caças da RAAF e partilha a sua pista com o Aeroporto Internacional de Newcastle.